# Ряшко, Михаил Викторович
Михаи́л Ви́кторович Ряшко́ (укр. Михайло Вікторович Ряшко; 5 ноября 1996, Мукачево, Закарпатская область) — украинский футболист, центральный защитник.

## Игровая карьера
Сын футбольного тренера Виктора Ивановича Ряшко и брат футболиста Виктора Ряшко. Воспитанник львовского футбола.
После завершения обучения, с 2013 года, играл в молодёжном составе ужгородской «Говерлы», но в основную команду не пробился.
Летом 2015 года Михаил Ряшко вернулся в «Говерлу». В украинской Премьер-лиге дебютировал 19 июля 2015 года в первом туре чемпионата 2015/16. В домашнем матче против «Днепра» Ряшко вышел на поле на 78-й минуте, заменив Сергея Люльку.
2 июля 2016 стал игроком мариупольского «Ильичёвца».
В 2017—2019 перешел в венгерскую команду «Кишварда», где сыграл 31 игру в основном составе, забил 3 гола и помог команде выйти в Премьер-лигу.
В 2020 перешёл также в венгерскую команду «Дорог», успел себя зарекомендовать и закрепиться в основном составе.